# استاروشاخ‌اوو
استاروشاخ‌اوو (انگلیسی: Staroshakhovo) یک شهرک در شهرستان یرمکیفسکی استان باشقیرستان کشور روسیه است.